# Lidija Syssojewna Boldyrewa
Lidija Syssojewna Boldyrewa (russisch Лидия Сысоевна Болдырева; * 27. Oktober 1934 in Uslowaja, Oblast Tula, Russische Sowjetrepublik; † 1991) war eine sowjetisch-russische Volleyballspielerin, Weltmeisterin und Europameisterin.

## Sportliche Karriere
Ihren ersten internationalen Titel gewann Lidija Boldyrewa bei der Weltmeisterschaft 1956 in Paris. 1958 gewann sie bei der Europameisterschaft den Europameistertitel. Bei der Weltmeisterschaft 1960 in Brasilien wurde sie erneut Weltmeisterin.
1957 und 1958 gewann Boldyrewa mit Lokomotive Moskau die sowjetische Meisterschaft.

## Auszeichnungen (Auswahl)
- 1956: Verdienter Meister des Sports der UdSSR[9]